# Die Gezeichneten (1948)
Die Gezeichneten (The Search) ist ein semidokumentarischer Film über das Schicksal vertriebener Kinder nach dem Zweiten Weltkrieg. Am 23. März 1948 in den USA uraufgeführt, gelangte er erst 1961 in die deutschen Kinos. In Österreich wurde er hingegen bereits 1949 gezeigt.

## Handlung
Der verwahrloste Junge Karel, der während des Krieges im KZ Auschwitz von der Mutter getrennt wurde, wird nach Kriegsende von amerikanischen Soldaten aufgelesen und soll in ein Lager für elternlose Kinder transportiert werden. Unterwegs bekommen die Kinder im Innern der Wagen Angst und flüchten. Gemeinsam mit einem anderen Jungen springt er in einen Fluss und versucht, ihn zu durchschwimmen. Der eine Junge ertrinkt, von Karel wird nur seine Mütze gefunden.
Karel irrt durch die Trümmer einer stark zerstörten Stadt, als er auf den Soldaten Steve trifft, der ihm sein Sandwich schenkt. Steve nimmt den Zehnjährigen mit in sein Privatquartier, kümmert sich um ihn und versucht, die Mutter des Jungen ausfindig zu machen. Er befürchtet, dass Karels Mutter tot ist und versucht, dessen Vertrauen zu gewinnen. Anfangs sträubt sich Karel; jedoch kommen sich beide im Laufe der Zeit näher, und Steve entscheidet sich, den aufgeweckten Jungen  mit nach Amerika zu nehmen und lehrt ihn die englische Sprache. Es gelingt ihm jedoch trotz der tätowierten Nummer auf dem Arm des Jungen nicht, herauszufinden, wie der Junge wirklich heißt noch welcher Muttersprache und Nationalität er ist.
Währenddessen sucht die Mutter nach ihrem vermissten Sohn. Ein erster Junge, den sie in einer kirchlichen Einrichtung unter dem Namen ihres Sohnes, Karel Malik, auffindet, stellt sich als fremdes Kind heraus, das den Namen im Lager aufgeschnappt hatte und ihn fortan benutzte, weil er nicht jüdisch klang.
Als sie in einem anderen Sammelpunkt versprengter Kinder, einer Einrichtung von UNRRA,  anhand der gefundenen Mütze vom vermeintlichen Tod ihres Sohnes erfährt, bricht sie zusammen. Die Mitarbeiter dort pflegen sie, und sie bleibt schließlich dort und kümmert sich fortan um die dortigen jüdischen Kinder, die auf eine Auswanderung nach Palästina vorbereitet werden.
Dorthin muss Steve Karel bringen, da ihm nicht gestattet wurde, den Jungen sofort mit in die Vereinigten Staaten mitnehmen zu können. Dort werden Mutter und Sohn wieder vereint.

## Hintergrund
Der semidokumentarische Charakter des Films betraf nicht nur das im Film gezeigte Schicksal der Kinder und Jugendlichen, sondern auch in der Überschneidung mit Zinnemanns eigener Biographie.

„In The Search (1948) inszenierte der amerikanisch-jüdische Regisseur Fred Zinnemann die Geschichte der überlebenden Kinder der Konzentrationslager im Nachkriegsdeutschland der DP-Lager. Der Film bleibt in mehrfacher Hinsicht ein beachtliches historisches Dokument. Einerseits versucht er, die Situation der überlebenden Kinder zu dokumentieren, andererseits überschneiden sich die dargestellten Schicksale mit Zinnemanns eigener Biografie.“

Zinnemann hatte entschieden, dass in dem Film nur wenige Rollen von professionellen Schauspielern übernommen werden sollten, so von Montgomery Clift. Stattdessen reiste er durch die DP-Lager und IRO-Children’s Centers, um Kinder und Jugendliche für die Mitarbeit an dem Film zu finden. In ihm spielten mehrere Hundert Kinder mit, die alle von Zinnemann und seinem Team ausgewählt worden waren. Aufgrund ihrer Erfahrungen, die sie mit den Verbrechen der Nazis am eigenen Leib erfahren hatten, sollten sie die tragenden Rollen übernehmen. Alleine in dem jüdischen Kinderheim in Bayerisch Gmain fand ein Casting mit zweihundert Kindern statt, von denen 12 in dem Film mitspielen durften.:S. 95–96 Einer von ihnen war Avri Ladany, den Jim G. Tobias 2015 in seinem Dokumentarfilm In den Ruinen von Nürnberg porträtierte. Joel Feldmann, ein weiterer in dem Film vorgestellter Laienschauspieler, kam aus dem Kinder-Kibbuz im Ansbacher Stadtteil Strüth. Weitere Kinder und Jugendliche kamen aus dem Children’s Center Rosenheim und dem Children’s Center Kloster Indersdorf.:S. 100
Vor dem Hintergrund der Erlebnisse der Kinder in den Konzentrationslagern und auf der Flucht, war es wichtig, auf deren psychische Verfassung Rücksicht zu nehmen. Zinnemann selber setzte sich bei seinen Reisen durch die Camps intensiv mit dem Verhalten der Kinder auseinander, und mit Eva Landsberg, einer Kinderärztin aus Berlin, die für den U.S. Public Health Service arbeitete und für die UNRRA zwei Jahre als Sachverständige für die DP-Kinder tätig war, wurde eine ausgewiesene Fachfrau als Drehbuch-Beraterin engagiert. Von ihr stammt eine Aussage über die dem Film zugrundeliegenden Grundgedanken.

„Der eine besteht darin, zu zeigen, dass diese Kinder den Glauben an die Erwachsenenwelt verloren haben und dass wir ihnen diesen Glauben wiedergeben müssen, wenn wir sie dem Leben und der Gemeinschaft zurückgewinnen wollen. Viele dieser Kinder haben ja in ihren Verstecken gelebt wie die Tiere, und sie haben sich auch den Tieren nähergefühlt als den Menschen. Denn von den erwachsenen Menschen ist ihnen nur Unglück gekommen. Durch Menschen haben sie ihre Heimat und ihre Eltern verloren, und Menschen haben sie misshandelt, wenn sie nur den Mund aufgemacht haben. Viele Kinder sind durch Schock stumm geworden, haben Sprache und Gedächtnis verloren, und manche haben, was immer man sie auch gefragt hat, nie mehr geantwortet als: ›Ich weiß nicht!‹  Denn sie hatten die Erfahrung gemacht, dass, was sie auch über ihre Person aussagten, gegen sie gebraucht und ihnen zum Verhängnis wurde.“

Während die Innenaufnahmen für den Film in einem Studio der Praesens-Film in der Schweiz gedreht wurden, entstanden viele Außenaufnahmen an Originalschauplätzen in Nürnberg und München, wobei insbesondere die Ruinen von Nürnberg eine eindrucksvolle und authentische Bildfolge garantierten.

„In Nürnberg hatte Fred Zinnernann die Kulisse vorgefunden, die er sich für den Film vorstellte, die Szene an der Pegnitz und die Flucht aus dem Wagen wurden in den Ruinen gedreht. Die 
Außenaufnahmen der zerstörten Stadt Nürnberg können symbolisch für den Zusammenbruch des Nationalsozialismus gelesen werden, der knapp dreizehn Jahre vorher in den Aufnahmen des Nürnberger Reichsparteitags von Leni Riefenstahl glorifiziert wurde.“

Der Film entstand in Koproduktion zwischen der Schweizer Praesens-Film und der US-amerikanischen MGM. Diese für die Schweizer Filmgeschichte außergewöhnliche und einmalige Zusammenarbeit mit einem der größten Filmproduzenten der Welt und einem renommierten Hollywood-Regisseur ergab sich durch den großen internationalen Erfolg eines der vorhergehenden Praesens-Filme, nämlich Die letzte Chance (1945) unter der Regie von Leopold Lindtberg, der auch in den Vereinigten Staaten auf reges Publikumsinteresse gestoßen war und somit Hollywood aufmerksam gemacht hatte. Die Initiative zu The Search ging allerdings von der Präsens-Film aus, die „einen authentischen Nachkriegsfilm auf den Markt bringen [wollte], der auch das US-amerikanische Publikum ansprechen sollte“. Dass dabei die Wahl auf Zinnemann als Regisseur fiel (der zu dieser Zeit bei MGM unter Vertrag stand), beruhte auf dessen Erfolg mit der Verfilmung von Anna Seghers Roman Das siebte Kreuz, den dieser 1944 unter dem Originaltitel The Seventh Cross verfilmt hatte.:S. 97–98
Nach Klages werden die Kinder am Ende des Films mit der Reise nach Israel zu einem Symbol für einen Neuanfang, der dem Wunsch der DP-Kinder und der KZ-Uberlebenden entsprochen habe: Raus aus
Deutschland, um in Freiheit leben zu können. Die Fragen aber, denen sie nachgeht, drehen sich um die Darstellung jüdischer Themen in der Filmindustrie Hollywoods. Obwohl die Hauptdarsteller jüdische Kinder aus den  DP-Lagern waren, sei eben dieser Fakt dem Publikum trotz seines semi-dokumentarischen Anspruchs verborgen geblieben.:S. 89 Die Repräsentation der zionistischen Idee und der Juden als Juden geschehe im Film eher andeutungsweise mit der Abfahrt nach Israel am Filmende. Zu lange werde die Gleichheit der vom Krieg geschädigten Kinder verschiedenster Herkünfte und Nationalitäten betont, obwohl es diese Gleichheit 1947 längst nicht mehr gegeben habe. Die meisten nicht-jüdischen Kinder seine längst schon repatriiert gewesen, während die jüdischen Kinder immer noch in den Lagern hätten ausharren müssen. Für Klages gibt es eine „Geschichte der Kinder, die im Film nicht erzählt wird und mit dem Mantel der Humanität (alle Menschen sind gleich getroffen worden vom Krieg und nur die Darstellung dieser Gleichheit würde vor neuem Krieg bewahren) bedeckt wird“.:S. 103 Diese mit Rücksicht auf eventuelle Befindlichkeiten des US-amerikanischen Publikums vermiedenen Hinweise auf das jüdische Schicksal der Kinder wurde 1961 in der deutschen Fassung des Films noch überboten. Er arbeitete mit einer teilweise verfälschenden Synchronisation, Nürnberg als Schauplatz blieb verborgen und den zum Abschied ein hebräisches Lied singenden Kindern wird stattdessen ein Glory, glory, hallelujah unter geschoben.
Unter dem Titel The Search veröffentlichte Michel Hazanavicius 2014 eine Neuverfilmung, wobei die Geschichte in den Tschetschenien-Konflikt im Jahr 1999 verlegt wurde.

## Auszeichnungen
- Oscar für die „beste Originalgeschichte“ für Richard Schweizer und David Wechsler („Best Motion Picture Story“ – die Kategorie gibt es heute nicht mehr). Außerdem Spezialpreis („Juvenile Award“) für Ivan Jandl als „besten Kinderdarsteller“
- Nominierungen für den Oscar in den Kategorien „bester Regisseur“, „bester Hauptdarsteller“ (Montgomery Clift) und „bestes Drehbuch“. (Richard Schweizer, David Wechsler)
- 1950: United Nations Award der British Academy Film Awards
- Juni 1961: Film des Monats der Evangelischen Filmgilde

## Kritiken
„Schon mit seinem Vorgänger-Film „Das siebte Kreuz“ hatte sich Regisseur Fred Zinnemann dem „Dritten Reich“ und den „Folgen“ gewidmet. Zusammen mit einem Schweizer Filmteam drehte er „Die Gezeichneten“ 1947 im zerstörten Deutschland. Das verleiht dem Film die nötige Authentizität und Glaubhaftigkeit, die ihn keinen Moment in Gefahr bringt, im Kitsch zu ertrinken. Glaubhaft auch die Darsteller: Montgomery Clift in seiner ersten Filmrolle und Kinderdarsteller Ivan Jandl, der für seine Rolle einen Sonder-„Oscar“ bekam.“